# Salomon Maimon

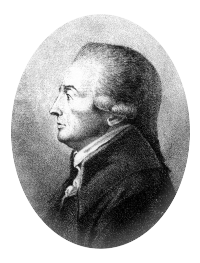
Salomon Maimon

Salomon Maimon (auch Solomon Maimon; geboren zwischen 1751 und 1754, wahrscheinlich 1753 in Schukau Barok, Polen-Litauen, als Schlomo ben Josua Haiman; gestorben am 22. November 1800 in Nieder-Siegersdorf, Provinz Schlesien) war ein Philosoph und jüdischer Aufklärer.

## Leben

### Kindheit und Jugend
Salomon Maimon, geboren in einem Dorf in der Nähe des belarussischen Mir, damals Polen-Litauen, wuchs als zweiter Sohn eines Rabbiners auf. Sein Vater und Großvater waren im Besitz eines Landguts in Erbpacht der Fürsten von Radziwiłł. Fünf Jahre vor ihm kam sein älterer Bruder Joseph auf die Welt. Die Familie lebte nicht in Armut, war aber häufiger Missgunst und Nötigung der Dorfherren ausgesetzt. Maimons Zugang zur Bildung erfolgt zunächst über den Unterricht durch seinen Vater, der ihn mit sechs Jahren die Genesis lesen ließ; später verbot er ihm, etwas anderes zu lesen als den Talmud. Heimlich las er jedoch andere Titel aus der väterlichen Bibliothek, darunter das die jüdische Geschichte erzählende Buch Zemach David (Spross Davids) des Prager Rabbiners David Gans. Nach einem weiteren Werk dieses Autors bastelte er sich aus geflochtenen Ruten eine „Sphaera armillaris“, die er vor dem Vater verbergen musste.
Mit sieben Jahren besuchte er eine hebräische Schule in Mir, deren drakonische Lehr- und Disziplinierungsmethoden (Ausschlagen von Augen und Abreißen von Ohren) sowie fachliche Inkompetenz und mangelnde Ausstattung jedoch den Argwohn des Vaters heraufbeschworen. Obwohl dieser einen Prozess gegen die Lehranstalt anstrengte und gewann, war die Familie bald genötigt, mitten im Winter unter Verlust einer ganzen Jahresernte den Ort zu verlassen und in den Flecken Mogil'no umzuziehen. So geriet sie in eine finanzielle Krise, da sie dort genötigt waren, ein Haus zu bauen, das nicht unter dem Standard der dortigen Pächter lag.
In Ivenec besuchte Maimon eine Talmudschule, wo er dem ansässigen Rabbiner auffiel und persönlich unterrichtet wurde. Mit elf Jahren galt er bereits als Talmudkenner. Das führte dazu, dass sich mehrere Familien bemühten, ihn mit ihren Töchtern zu verheiraten, und dabei weder Intrigen noch Gerichtsprozesse scheuten. Sogar der Versuch einer Entführung wurde unternommen. Im Jahre 1764 heiratete er schließlich – elfjährig – Sarah Rissia, die Tochter der Besitzerin des örtlichen Gasthauses. Im selben Jahr verstarb seine Mutter. Mit 14 Jahren wurde Salomon Vater seines ersten Sohnes David.

### Als junger Familienvater
Das frühe Familienleben war von vielen Auseinandersetzungen mit der Schwiegermutter geprägt. Maimon musste jedoch als Hauslehrer den Familienunterhalt einer wenig wohlhabenden, kinderreichen Familie aufbringen und war gezwungen, unter der Woche in deren Domizil zu nächtigen. Trotz dieser widrigen Umstände besaß Maimon jedoch den Wissensstand eines vollwertigen Rabbiners, vermehrt durch profunde Kenntnisse in Geschichte, Astronomie und Mathematik. Zwar beherrschte er nur Jiddisch und Hebräisch, aber er erlernte autodidaktisch Deutsch, indem er die lateinischen Buchstaben der Paginierung mancher hebräischer Bücher entzifferte und Wörter auf ein paar losen Seiten aus einem deutschen Buch mit dem Jiddischen verglich.
Von seinem Nachbarn borgte er sich kabbalistische Bücher und versuchte vergeblich, sich mit deren Hilfe unsichtbar zu machen. Zur gleichen Zeit hatte er bereits den Führer der Unschlüssigen von Maimonides gelesen und konnte daher feststellen, dass es sich beim kabbalistischen Schöpfungsmodell nicht um eine temporale, sondern kausal zu interpretierende Kette von Ereignissen handelt. In späteren Jahren betonte er, dass die Hauptidee der Kabbala, dass alles aus Gott durch verborgene Kanäle entsteht, besagen wolle, dass alles aus einer einzigen Substanz hervorgeht. Er begriff die Kabbala so als erweiterten Spinozismus und identifizierte die zehn Sephiroth mit den zehn Kategorien des Aristoteles.
Maimon drängte die Wissbegierde so sehr, dass er 150 Meilen zu Fuß zurücklegte, um sich von einem deutschstämmigen Rabbiner irgendwelche Bücher auf Deutsch zu borgen. Er erhielt dort unter anderem ein Buch über Optik, mit dem er sich intensiv auseinandersetzte.
In ungefähr derselben Zeit wurde er in die Gesellschaft der „Neuen Chassiden“ eingeführt und gelangte so an den Hof von Dow Bär von Mesritsch. Von den dort vorgeführten Zauberkunststückchen war er jedoch bald tief enttäuscht und befürwortete schließlich sogar den Bann des Gaon von Wilna über die Chassidim. Irrtümlich hielt Maimon einen Joel Baal Schem (wahrscheinlich Joel ben Uri Heilprin) statt Baal Schem Tov für den Gründer des Neu-Chassidismus.

### Erste Reise nach Berlin
Von seinem Wissensdurst getrieben beschloss Maimon im Jahre 1776 nach Deutschland zu reisen. Sein erstes Ziel war Königsberg, wo er zwar wegen seiner Erscheinung und seines gebrochenen Deutsch verspottet wurde, sich aber recht schnell aufgrund seiner Kenntnisse im Hebräischen Respekt verschaffen konnte. Kommilitonen empfahlen ihm eine Reise nach Berlin.
Aufgrund ungünstiger Wetterverhältnisse dauerte die Reise ganze fünf Wochen. Der Weg führte Maimon über Stettin und Frankfurt an der Oder. Ausgehungert und mitgenommen erreichte er im Herbst 1776 Berlin.
Dort musste er sich zunächst in einer bewachten Aufnahmeunterkunft am Rosenthaler Platz niederlassen, da Berlin die Einreise mittelloser Juden nicht duldete. Dort offenbarte er einem polnischen Rabbiner seine Verehrung für das Werk Führer der Unschlüssigen von Maimonides (nach dem er sich später umbenannte). Der Inhalt dieses Gespräches gelangte zur Kenntnis der Behörden, und Maimon wurde wegen Verdachts auf Neigung zur Häresie aus Berlin ausgewiesen.
In der Aufnahmeunterkunft hatte Maimon die Bekanntschaft mit professionellen Betteljuden gemacht und wurde einer von ihnen. Ein halbes Jahr zog er in diesem Status durch Deutschland, bis er schließlich im Herbst 1777 in Posen eintraf. Dort traf er alte Bekannte, die ihm eine Stellung als Hauslehrer verschafften. Er verlebte zwei mehr oder weniger glückliche Jahre in Posen, bis er sich mit der dortigen Gesellschaft zerstritt und erneut den Wunsch nach einem Ortswechsel hegte.
Im Jahre 1780 erreichte er zum zweiten Male Berlin, dieses Mal in einer Postkutsche, und stieg direkt in dem bereits bekannten Aufnahmewohnheim ab. Diesmal fanden die Beamten in seinem Gepäck die Maimonidesschrift Millot Hagaion (Handbuch der Logik), was ihn erneut in die Situation der möglichen Abschiebung führte. Glücklicherweise fanden sich jedoch Bürgen für ihn, die dieses Schicksal abwendeten.
In Berlin stieß er auf ein Buch des Philosophen Christian Wolff und schrieb eine Kritik, die er direkt an Moses Mendelssohn als Anhänger Wolffs schickte. Dieser zeigte sich interessiert, lud ihn in Salons ein und schrieb für ihn mehrere Empfehlungsschreiben.
In Berlin entdeckte er seine Vorliebe für Literatur und Poesie und führte ein ausgelassenes Leben. Ein Studium der Medizin misslang, jedoch erwarb er ein ordentliches Diplom als Pharmazeut, von dem er jedoch niemals Gebrauch machen sollte. Seine ungewisse Lebensplanung, sein unsteter Lebenswandel und verschiedene Konflikte veranlassten schließlich Mendelssohn, ihm nahezulegen, Berlin zu verlassen. Mit einer Anzahl an positiven Empfehlungsschreiben reiste er so nach Holland.

### Wanderungen durch Holland und Deutschland
In Amsterdam haderte er erneut mit Verständigungsproblemen und geriet in Auseinandersetzungen mit Kabbalaanhängern. Nach einem vergeblichen Versuch, sich das Leben zu nehmen, reiste er nach Hamburg.
Dort versuchte er, zum Christentum überzutreten, doch der angesprochene lutherische Geistliche wies das sehr ungewöhnlich formulierte Ansinnen zurück und bezeichnete Maimon als zu philosophisch, um ein Christ sein zu können. Von 1783 bis 1785 besuchte er in Altona mit um viele Jahre jüngeren Mitschülern das Christianeum mit dem Ansinnen, dort seine Deutschkenntnisse zu perfektionieren. Er brillierte in allen Fächern außer im Griechischen.
Als ihn in Hamburg ein Agent seiner Ehefrau ausfindig machte, die er im Jahre 1777 verlassen hatte, und ihn nun zur Scheidung zu nötigen versuchte, brach er 1786 erneut nach Berlin auf.
Diesmal gelang es ihm aufgrund seiner besseren Sprachkenntnisse und Hilfe seiner Bekannten leichter, eine Arbeit zu finden. Ihm wurde ein Projekt vermittelt, in dem er zum Zwecke der Aufklärung der osteuropäischen Juden wichtige Werke ins Hebräische übersetzen sollte. Zu diesem Zwecke musste er sich in Dessau aufhalten und die Ergebnisse in Berlin abliefern. Als er jedoch keine Ergebnisse ablieferte, verschlechterten sich die Beziehungen zu seinen Bekannten erneut.
So zog er schließlich nach Breslau. Dort angekommen musste er feststellen, dass seine Empfehlungsschreiben nicht mehr wirkten, da inzwischen seine Berliner Freunde entsprechende negative Gutachten vorausgeschickt hatten. Einzig der deutsch-jüdische Dichter Ephraim Kuh stand noch auf seiner Seite. Dieser machte ihn mit Christian Garve bekannt, der ihm half, eine Stellung als Hauslehrer zu finden. Ein weiterer Versuch, auf Anraten von Bekannten, Medizin zu studieren, schlug fehl. Er übersetzte Morgenstunden oder Vorlesungen über das Dasein Gottes von Moses Mendelssohn ins Hebräische und verfertigte das erste Traktat über Newton’sche Physik in hebräischer Sprache mit dem Titel Taalumot chochma (Geheimnisse der Weisheit).
Als seine Zöglinge größer wurden, bestand kein Bedarf mehr an Hausunterricht und Maimon fand nur wenige neue Schüler. Zudem machte ihn seine Frau in Breslau ausfindig und bat um Scheidung, die Maimon nur widerwillig vollzog. Nach der Scheidung kehrte er 1786 erneut nach Berlin zurück.
Da Mendelssohn inzwischen verstorben war, fand er nur wenig Unterstützung. Lazarus Bendavid vermittelte ihm schließlich einen Mäzen, der es ihm ermöglichte, sich mit der wenige Jahre zuvor erschienenen Kritik der reinen Vernunft von Immanuel Kant zu beschäftigen.

### Maimon und Kant
Bei der Bewältigung der schweren Materie halfen ihm die Fertigkeiten, die er bei der Talmud-Exegese erworben hatte. Er selbst beschrieb sein hermeneutisches Verfahren so, dass er zunächst ein Kapitel eines Werkes oberflächlich durchlas, um sich dann selbst in die Situation des Autors hineinzuversetzen und Überlegungen anzustellen, wie er selbst das Problem lösen würde. Dem Autodidakten, der niemals eine Universität besucht hatte, gelang es so nicht nur, sich in die Kritik der reinen Vernunft hineinzudenken, sondern auch Schwachstellen darin aufzuspüren, die er in seinem ersten auf Deutsch geschriebenen Werk Versuch über die Transscendentalphilosophie (erschienen 1789) gemeinsam mit einem Begleitschreiben von Marcus Herz an Kant persönlich sandte.
Herz bestätigte Maimon, dass er selbst nicht in der Lage sei, eine so tiefgründige Kritik zu beurteilen, obwohl er in Königsberg zu den von Kant besonders geschätzten Studenten gehört hatte. Da Kant sehr beschäftigt und die Schrift Maimons relativ umfangreich war, dauerte es lange, bis Maimon eine Antwort erhielt. Diese fiel dann jedoch entsprechend positiv aus, da Kant seine Kritik sehr schätzte. In einem Brief an Herz vom 26. Mai 1789 schrieb er „daß nicht allein niemand von meinen Gegnern mich und die Hauptfrage so wohl verstanden, sondern daß auch nur wenige zu dergleichen tiefen Untersuchungen soviel Scharfsinn besitzen möchten, als Hr. Maymon.“ Die Kritik Maimons blieb damit die einzige Kritik eines Außenstehenden, die Kant an seinem Werk gelten ließ.
Auch an Maimon selbst schrieb Kant einen Lobesbrief, in dem er bekannte, dass dessen Untersuchung „in der That kein gemeines Talent zu tiefsinnigen Wissenschaften verräth.“ Dieser Brief Kants bestimmte Maimons Zukunft. Er fand einen Verleger für sein Werk, und wissenschaftliche Zeitschriften akzeptierten seine Artikel zur Veröffentlichung. Kant, der sonst wenig Schriftverkehr pflegte, verfasste mit seinem Brief an Maimon einen seiner längsten Briefe. Zu einem weiteren Austausch mit Maimon kam es jedoch nicht. Im Jahre 1790 wurde der Aufsatz unverändert gedruckt, ohne dass Kants Gegenargumente von Maimon berücksichtigt wurden.
Hernach verfasste er einen weiteren kritischen Aufsatz, in dem er Kant mit Francis Bacon verglich. Auch diesen schickte er an Kant, erhielt jedoch keine Antwort, obwohl er ihn ausdrücklich um einige wenige Zeilen bat. Kant hingegen schrieb in einem Brief an Karl Leonhard Reinhold, dass ihm sein Alter nicht erlaube, fremde Ideen zu berücksichtigen, und dass er nicht verstehe, was Maimon mit seinen Versuchen, die kritische Philosophie zu verbessern, bezwecke und dass er den Verdacht hege, er wolle sich wie viele Juden einfach auf Kosten anderer in den Vordergrund stellen.
Die in den Kern des gedanklichen Gehalts treffende Kritik des Autodidakten Maimon an Kant verdient vor allem deshalb besondere Würdigung, da sämtliche professionellen Rezensenten (z. B. Christian Garve) der ersten Ausgabe der Kritik der reinen Vernunft weitgehendes Unverständnis entgegenbrachten, worauf Kant sich veranlasst sah, im Jahre 1787 eine komplett überarbeitete Fassung zu veröffentlichen, die Missverständnisse erschweren sollte.

### Die letzte Lebensperiode
Trotz seiner intellektuellen Fähigkeiten gelang es Salomon Maimon nie, einen angemessenen Lebensunterhalt zu verdienen. Zudem war er dem Alkohol zugeneigt und handelte in Berliner Kneipen Gespräche mit ihm gegen ein Getränk. Nachts torkelte er betrunken nach Hause und deklamierte dabei metaphysische Probleme. Sein Äußeres war stets armselig und er legte keinen besonderen Wert auf Perücken und Gesichtspuder. Seine Schriften verfasste er häufig in Kneipen, wobei nicht selten Manuskripte verlorengingen. Dennoch erschien 1792/93 seine von Karl Philipp Moritz angeregte und herausgegebene Autobiografie, die ein großer Erfolg wurde. Sogar Goethe dachte darüber nach, Maimon nach Weimar einzuladen.
Im selben Jahr erschienen zwei weitere wichtige Werke Maimons: die Untersuchungen zur Transzendentalphilosophie und ein Kommentar zum Führer der Unschlüssigen auf Hebräisch (More Nevuchim).
1793 trat er der im vorangegangenen Jahr gegründeten Gesellschaft der Freunde bei und wurde für ein Jahr als außerordentlicher Beisitzer in den Vorstand gewählt.
In den Jahren 1793/94 erschienen Ueber die Progressen der Philosophie veranlaßt durch die Preisfrage der königl. Akademie zu Berlin für das Jahr 1792: Was hat die Metaphysik seit Leibniz und Wolf für Progressen gemacht? und der Versuch einer neuen Logik oder Theorie des Denkens sowie Kommentare zu Aristoteles und Bacon und eine kommentierte Übersetzung eines Buches zur Newton’schen Physik. Unmut verursachte die unautorisierte Herausgabe seines Briefwechsels mit Reinhold.
Ab dem Jahre 1795 wurde Maimon von seinem ständigen Mäzen Graf Heinrich Wilhelm Adolf von Kalckreuth unterstützt und verbrachte seine letzten Lebensjahre auf dessen Gut in Nieder-Siegersdorf, obwohl er lieber in Berlin geblieben wäre.
Im Jahre 1797 erschien das letzte monografische Werk Maimons: Kritische Untersuchungen über den menschlichen Geist oder das höhere Erkenntniß- und Willensvermögen. Er träumte weiterhin davon, nach Berlin zurückzukehren und eine Abhandlung zu schreiben, die endlich erklärte, was das Absolute sei.

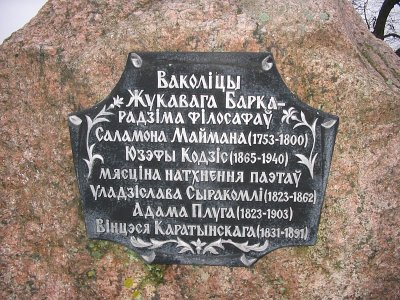
Gedenkstein für Maimon in Belarus

Maimon starb im Alter von 46 oder 47 Jahren entweder an den Folgen seines Alkoholkonsums oder einer Lungenkrankheit. Nach seinem Tod am 22. November 1800 wurde er außerhalb des Friedhofs der jüdischen Gemeinde in Glogau ohne Grabstein als Häretiker begraben. Erst auf Veranlassung von Graf Kalckreuth wurde schließlich doch noch ein Grabstein errichtet. Da der jüdische Friedhof in Glogau während des Holocaust völlig zerstört wurde, ist anzunehmen, dass der heute dort zu sehende Grabstein eine Nachbildung ist.

## Nachleben
In Berlin verursachte sein Tod keinerlei Aufsehen bis auf einen Nachruf von Lazarus Bendavid. Erst zehn Jahre nach seinem Tod schrieb Sabbattia Joseph Wolff das Buch Maimoniana. Oder Rhapsodien zur Charakteristik Salomon Maimons. Maimons Philosophie übte auf Johann Gottlieb Fichte einen starken Einfluss aus.

## Hauptwerke
Alle wichtigen deutschsprachigen Werke Maimons (und noch einige andere mehr) sind in der folgenden Edition zu finden:
- Salomon Maimon: Gesammelte Werke. 7 Bände, herausgegeben von Valerio Verra, Olms, Hildesheim (verschiedene Auflagen); abgekürzt mit GW, Angabe des Bandes mit römischen Zahlen, zuletzt 3. Nachdruck 2003 (Erstausgabe 1965), ISBN 3-487-00882-3.

Die wichtigsten Werke sind (zitiert mit den bibliografischen Angaben der Erstauflage):
- Salomon Maimon's Lebensgeschichte. In zwei Theilen. Herausgegeben von Karl Philipp Moritz, Berlin 1792/93 (Teil 2). (GW I) (Digitalisat Teil 1) (Digitalisat Teil 2)
- Versuch über die Transscendentalphilosophie mit einem Anhang über die symbolische Erkenntnis und Anmerkungen, Berlin 1790 (GW II); Neuausgabe, herausgegeben von Florian Ehrensperger. Meiner, Hamburg 2004, ISBN 978-3-7873-1688-5.
- Philosophisches Wörterbuch oder Beleuchtung der wichtigsten Gegenstände der Philosophie in alphabetischer Ordnung. Berlin 1791 (GW III) (Digitalisat)
- Streifereien im Gebiete der Philosophie, Berlin 1793 (GW IV) (Digitalisat)
- Versuch einer neuen Logik oder Theorie des Denkens. Berlin 1794 (GW V) (Digitalisat)
- Die Kathegorien des Aristoteles, Berlin 1794 (GW VI) (Digitalisat)
- Kritische Untersuchungen über den menschlichen Geist, Leipzig 1797 (GW VII) (Digitalisat)

Eine auf 10 Bände angelegte historisch-kritische Edition sämtlicher Werke Maimons, herausgegeben von Ives Radrizzani (Reihe I: Deutsche Schriften) und von Yitzhak Melamed (Reihe II: Hebräische Schriften), erscheint ab 2023 bei frommann-holzboog, Stuttgart (Bad Cannstatt).